# Giovanni XIV di Alessandria
Papa Giovanni XIV, noto anche come Giovanni di Montfallut (in arabo egiziano يوانس الاربعتاشر; Manfalut, ... – Egitto, 6 settembre 1586) è stato un vescovo cristiano orientale egiziano, 96º papa di Alessandria e Patriarca della Sede di San Marco.
Faceva parte del monastero Paromeos, nel deserto di Nitria, prima di diventare papa.

## Rapporti interconfessionali
Era contemporaneo del papa greco-ortodosso Silvestro di Alessandria. Papa Gregorio XIII gli scrisse per invitarlo a tornare in comunione con la Chiesa cattolica.